# Timothy Black
Timothy James Black (Richmond, 30 aprile 1981) è un allenatore di pallacanestro ed ex cestista statunitense, professionista in Europa.